# 1PIKO
『1PIKO』（イチピコ）は、日本の男性歌手、ピコのメジャー1枚目（通算2枚目）のオリジナルアルバム。2011年5月11日にKi/oon Recordsから発売された。

## 概要
発売発表があった当初は4月27日の発売予定だったが、東日本大震災の影響により5月11日に変更された。
収録曲「二息歩行」「孤独の冠」は、PVが制作された。初回生産限定盤には、シングル「Story」「勿忘草」「桜音」と、ドキュメント映像が収録されたDVDが付属する。各収録曲を、それぞれ自身のブログで楽曲解説をおこなっている。
オリコン週間アルバムチャートで初登場7位を記録した。

## 収録曲
CD
1. Rebirth [5:03]
  - 作詞：ピコ、作曲・編曲：samfree

男声で歌唱されている。ピコ本人によると『生まれて、家族や友人の優しさに触れて自分が形成されていって。自我が芽生えていく過程での様々な衝突があって。自分にとってはコレが「音楽で仕事をしたい。」ってゆう意志で親とめっちゃバトった事でした。そして、大人になって初めて、今まで育ててくれた家族、今応援してくれてる皆の本当の意味に気づく。というのを唄っています。』とブログで綴っている。2011年、夏に行われたライブツアー「1PIKO」でも1曲目に歌われた。
2. 桜音 [4:06]
3rdシングル。
3. main dish [4:03]
  - 作詞：ピコ、作曲・編曲：samfree

小悪魔系（というより小悪魔になりきれない女の子）を意識した曲。童話「赤ずきん」をテーマにしている曲で、女声で歌われている。
4. 証 [4:41]
  - 作詞：ピコ、作曲・編曲：samfree

"世界のどこかでは今も誰かが苦しんでいる。その苦しみの火種は人の欲望であり、弱者は強者の手の内で転がされる。その中で、人は何を残せるのか。「我」か「愛」か。それとも別の何か。これが貴方にとっての生きた証。"という意味を込めたテーマとなっている。
5. 勿忘草 [4:08]
2ndシングル。
6. 恋しくて [5:23]
恋愛を歌った曲。女声で歌われている。
  - 作詞：若G・ピコ、作曲：若G、編曲：小高光太郎
7. ピコピコ☆レジェンドオブザナイト [4:03]
  - 作詞・作曲・編曲：samfree

以前からライブのみで披露されていた楽曲。3rdシングル「桜音」のDVDに今楽曲のライブ映像が収録されている。
8. 二息歩行 [3:04]
  - 作詞・作曲：DECO*27、編曲：samfree

ボーカロイド「初音ミク」のカバー曲。本家よりキーを上げており、PVもCGを使って男声と女声で分けている。
9. Rollin' Merry Go Round [5:18]
  - 作詞：ピコ、作曲・編曲：samfree

ピコ初のシャッフル、男声曲。Dメロで女声になる。ストーカーをテーマにしており、ライブでは観客と共に腕を振り回す演出がある。キューンレコード20周年ライブでも歌われた。
10. Story [4:34]
メジャーデビュー1stシングル。
11. 孤独の冠 [4:13]
  - 作詞：Ceui、作曲：小高光太郎・Ceui、編曲：小高光太郎

「こどくのティアラ」と読む。女声曲。民族音楽らしいアレンジがされており、本人は「厨二心をくすぐられた」と語っている。
12. Shooting Star [3:47]
  - 作詞：ピコ、作曲：大平勉、編曲：samfree
13. Sakurane -Ballad- [5:46]
  - 編曲：samfree

ボーナストラック。

DVD（初回生産限定盤のみ）
1. Story [MUSIC VIDEO]
2. 勿忘草 [MUSIC VIDEO]
3. 桜音 [MUSIC VIDEO]
4. ぴこさんぽ 〜ヨーロッパ編〜

## 演奏
- takuya (アンティック-珈琲店-)：Guitar (2.5.10)
- Cho Fuku：Guitar (12)
- 浅田靖：Guitar (11)
- インテツ (AYABIE)：Bass (5.10)
- Ryuki (Junk4Elements)：Bass (2.3.4.12)
- 池尻晴乃介：Bass (1.8.9)
- LEVIN (La'cryma Christi, The HUSKY)：Drums (2.5.10)
- ショボン ([Mint])：Drums (1.8.9)
- 植草岳：Drums (3.4.12)
- 若G：Piano (6)